# 房間裏的大象
房间里的大象（英語：Elephant in the room）是一个英语熟语，用来隐喻某件虽然明显却被集体视而不见、不做讨论的事情或者风险，抑或是一种不敢反抗争辩某些明显的问题的集体迷思。尽管这是一句英文熟语，中文中近年来也有使用或者提及。
这个短语指的是在法律规范相当清楚、像大象一样显眼的事或物，不知為何却好像被忽视了。抑或是指特定的社会背景、社会心理作用于更为宏观的环境中，使得人们对问题故意选择视而不见。

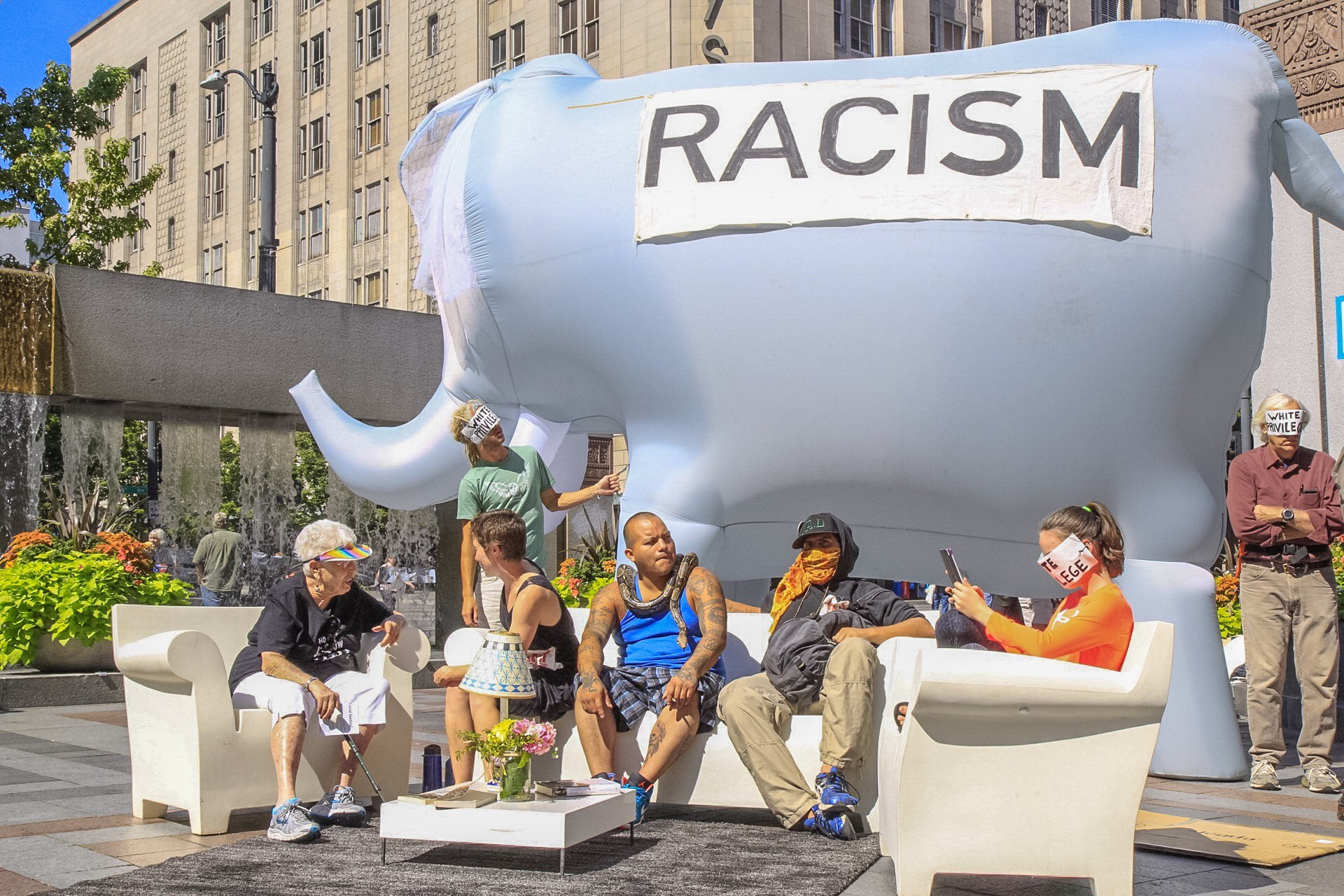
公园的大象的身上写着“种族歧视”

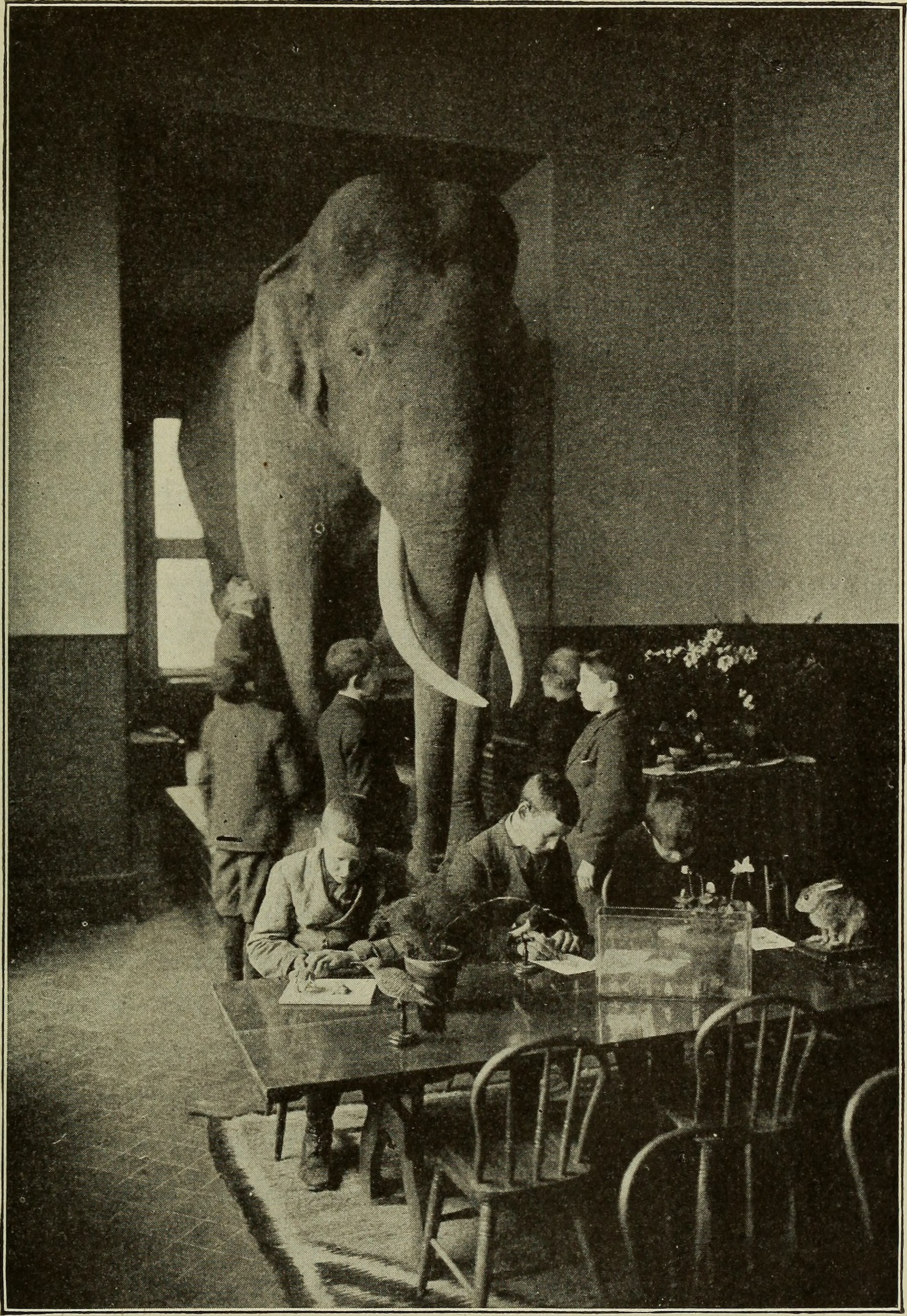
一隻房間裡的大象

## 用语起源

### 俄语典故
1814年，俄罗斯寓言作家、诗人伊萬·克雷洛夫写了一篇名为《好奇的人》的寓言故事，讲述了一个男人走进了一座博物馆，注意到了所有细致的事情，唯独没注意到博物馆里显目的大象。之后，“房中象”遂成为了习用语。俄罗斯作家陀思妥耶夫斯基在其小说《群魔》中写道，
|  | 别林斯基如同克雷洛夫笔下的‘好奇的人’，唯独没有注意到房间里的大象…… |

### 见诸英语

#### 最早使用
据《牛津英語詞典》记载，本短语在英语中首次作为明喻使用的，是在1959年6月20日的《纽约时报》。当日的文章这么写道：
|  | Financing schools has become a problem about equal to having an elephant in the living room. It's so big you just can't ignore it. 为学校提供资金的问题与起居间里的大象一般，它如此重大以致于你不可以视而不见。 |

而这一短语被用作惯用语的历史，大抵比1959年早得多。例如，这一短语早在上述使用的44年之前，在1915年，已经见诸英国期刊《教育期刊》（Journal of Education）。当年的原文语句只是对英国学童可以回答的问题随意地列举，如“房间里有大象吗？（Is there an elephant in the class-room?）”

#### 概念代称
这一短语首次作为一种概念的代称广泛传播则是肇始于1882年马克·吐温所创作的一篇短篇小说——《白象失窃记》。小说里，这一短语巧妙地被用来形容警探搜寻就在原地的白象时的大费周折、笨拙刻板。此处也为美国的法律意见书所援引。在1951年联邦第二上诉法院裁决的美利坚合众国诉Leviton一案（United States v. Leviton, 193 F. 2d 848 (2nd Circuit, 1951)）中，案件的法律意见书中写道：
|  | As I have elsewhere observed, it is like the Mark Twain story of the little boy who was told to stand in a corner and not to think of a white elephant. 如同我在别处观察到的那样，这就好像马克·吐温的故事里的小男孩，被被叫去呆在角落，别去想一头白象。 |

#### 其它使用

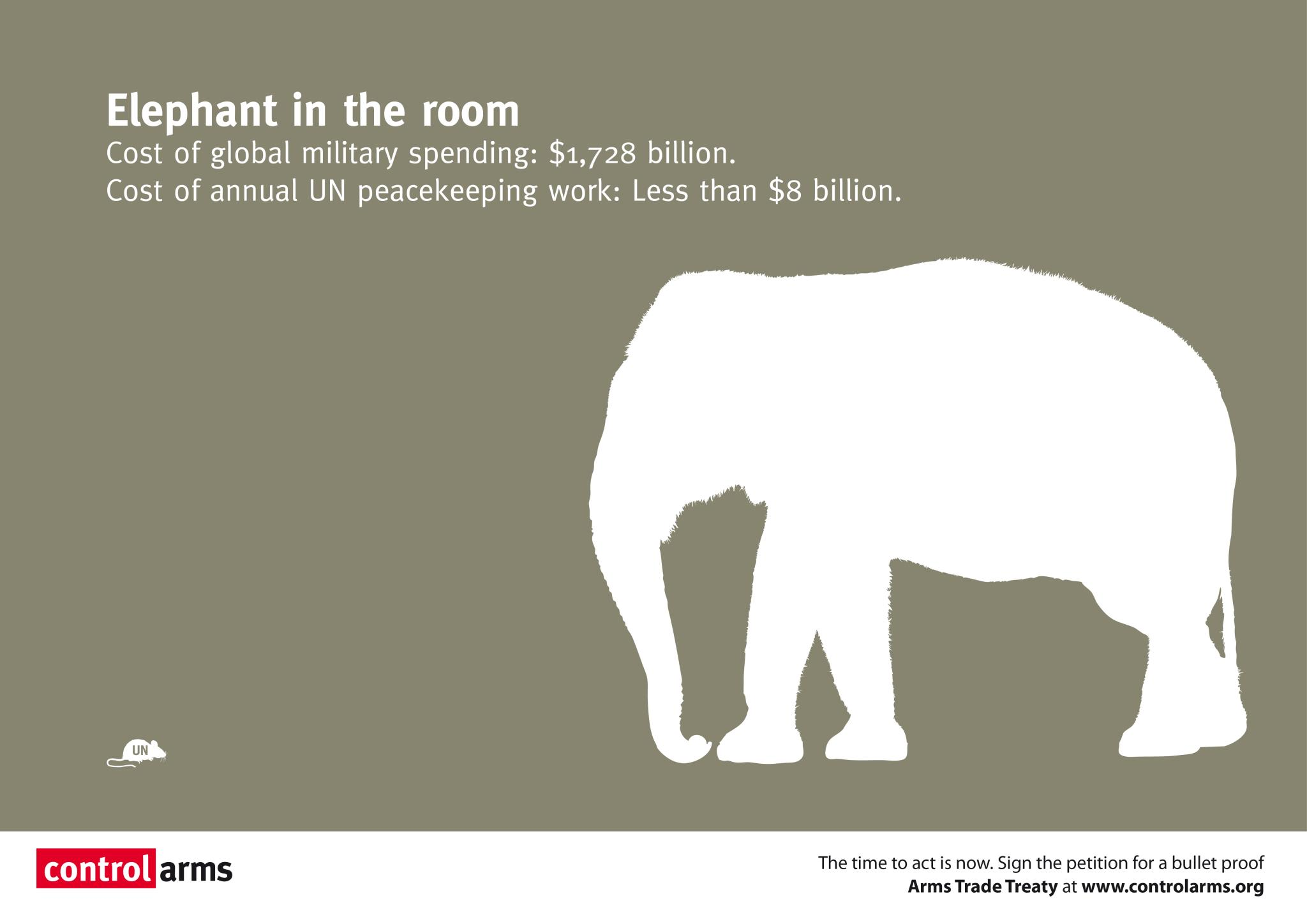
写着“房间里的大象”的控制军备海报

在这之前也有与此稍有不同的版本使用。乔治·贝克莱就在其与科学家的辩论中就论及是不是有头“虽在房间里但却看不见的大象”。
1935年，戏剧家吉米·杜兰特参演由比利·罗斯指导的百老汇音乐剧《江湖女》。剧中，一名警官停下来，问：“What are you doing with that elephant?（你带着那头大象干什么？）”Durante回答：“What elephant?（什么大象？）”此处在剧终是一处精彩之处（show-stopper），Durante在该剧1962年上映的电影版本——《江湖女》
中再现了这一幕。

## 用法
这一短语指一类问题、难题、办法、争议等，其虽然显而易见、人尽皆知，但却由于可能造成尴尬或争执、可能触及敏感或禁忌、可能伤人情等原因被人刻意忽视。这一短语本身可能也暗示一种特定的价值判断，即问题、争议等就应当被公开地被讨论其本身或被被认知其存在，而不是顺其自然。
这一短语常常被用来形容诸如种族、宗教、同性恋、心理疾患、自杀等的社会禁忌话题。短语被用在形容感情郁结而易致冲突的话题；或者，提出问题的人言之而后止，决定最好可能还是避免为好，这时也可以使用本短语。
对于一些人，他们首次接触到这个短语是通过Terry Kettering的同名诗歌。在2013年的一期《時代雜誌》中，克里斯·克里斯帝在封面被标上“房间里的大象（Elephant in the Room）”。抑或是迪士尼於2016年上映的動畫電影動物方程式（英語：Zootopia）中警局場景出現的雙關橋段。

### 描述成瘾患者
治疗成瘾患者时，这一短语被普遍使用来形容患者的朋友与家人不愿意谈论患者的问题，进而促使患者产生抗拒情绪。“粉红色的大象（seeing pink elephant）”，也被用来指醉酒或者吸毒者所产生的幻觉。

### 西班牙语用法
这一表达在西班牙语中也是一种隐喻短语。在1994年，相关部门针对哥伦比亚自由党候选人埃内斯托·桑佩尔·皮萨诺在在总统竞选筹资中收受来自于卡利集团供给的毒品相关的资金的一系列事件展开司法调查。（相关事件参见：8000进程）
候选人桑佩尔一再宣称自己是无辜的，声称即便有毒品钱进入其竞选资金，他也一定是他不知情的。哥伦比亚天主教會的一名领袖——佩德羅·魯比亞諾·薩恩斯在接受媒体采访时说，不知道毒品钱进了总统竞选活动募资就好比没注意到一头大象进了某人的起居室。 随后，毒品钱进入桑佩尔竞选资金的事件被称为“大象”。

### 类似用法
另一种等意但不常用的说法叫做"elephant in the corner（角落里的大象）"。
逻辑学家、哲学家路德维希·维特根斯坦曾用房间里的犀牛来作比，形容证明负面的存在性陈述是不可能的。
巴布亚新几内亚的特羅布里恩群島中最大岛——基里維納島上的基里維納语中，有一个词叫做"Mokita"，意思是说："大家都知道但也都同意不谈的真相。"

## 中文使用
中国对该词语较有影响力的使用：
- 当代作家熊培云所写《自由在高处》增订版序，著于2014年，文章中向中国读者介绍了“房间里的大象”和“看不见的猩猩”的用法。[18]
- 当代作家刘瑜为《房间里的大象：生活中的沉默和否认》所作序言《沉默不是金》[19]，多次被各地语文考试试题引用。[來源請求]
- 财经杂志《第一财经周刊》发表过文章《房间里的大象》。[20]